# Ile Petite Polyte
Ile Petite Polyte ist eine kleine Insel der Seychellen.

## Geographie
Die Insel liegt im Atoll Cosmoledo in den Outer Islands. Sie ist ein Caye oder Motu, der gehobene Riffsaum des Atolls, und liegt im östlichen Riffsaum, nördlich von Grande Île. Im Norden schließt sich die Île Grand Polyte an.